# يحي تحت الطريق (الريدة)
'

تعديل مصدري - تعديل

يحي تحت الطريق هي إحدى قرى عزلة الريدة وقصيعر بمديرية الريدة وقصيعر التابعة لمحافظة حضرموت، بلغ تعداد سكانها 388 نسمة حسب تعداد اليمن لعام 2004.